# William D. Vincent
William Davis Vincent (* 11. Oktober 1852 bei Dresden, Tennessee; † 28. Februar 1922 in St. Louis, Missouri) war ein US-amerikanischer Politiker. Zwischen 1897 und 1899 vertrat er den fünften Wahlbezirk des Bundesstaates Kansas im US-Repräsentantenhaus.

## Werdegang
Im Jahr 1858 kam William Vincent mit seinen Eltern in das Riley County in Kansas. 1864 zog die Familie nach Manhattan, wo er die öffentlichen Schulen und das State Agricultural College besuchte. Zwischen 1872 und 1876 war Vincent in Manhattan geschäftlich tätig. Im Jahr 1878 zog er nach Clay Center, wo er Handel betrieb. 
Politisch wurde er Mitglied der aus der Farmervereinigung hervorgegangenen kurzlebigen Populist Party. Im Jahr 1880 war er Stadtrat in Clay Center. Zwischen 1893 und 1894 saß er im Eisenbahnausschuss des Staates Kansas. 1896 wurde Vincent im fünften Distrikt von Kansas in das US-Repräsentantenhaus in Washington, D.C. gewählt. Dort trat er am 4. März 1897 die Nachfolge des Republikaners William A. Calderhead an, den er bei der Wahl geschlagen hatte. Bis zum 3. März 1899 konnte Vincent aber nur eine Legislaturperiode im Kongress absolvieren, die von den Ereignissen des Spanisch-Amerikanischen Krieges bestimmt war.
Nach dem Ende seiner Zeit im Kongress kehrte Vincent nach Clay Center zurück, wo er bis zu seinem Tod im Jahr 1922 im Eisenwarenhandel tätig war.